# جشنواره فیلم کن ۱۹۸۷
چهلمین دوره جشنواره فیلم کن از ۷ تا ۱۹ ماه مه ۱۹۸۷ در شهر کن فرانسه برگزار شد. در این دوره موریس پیالا برای فیلم زیر آفتاب شیطان برنده نخل طلا شد.

## هیئت داوران

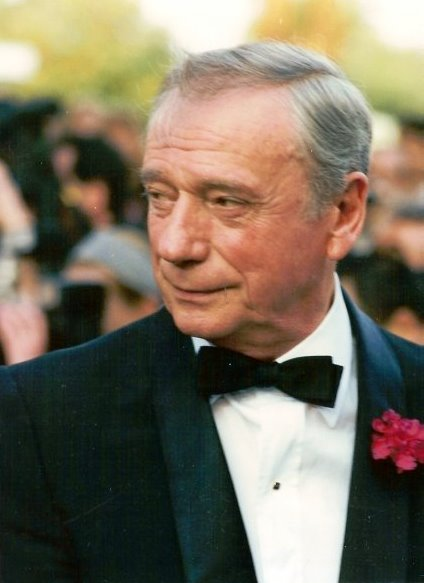
ایو مونتان، رئیس هیئت داوران

- ایو مونتان
- دنیل هیمن
- الم کلیموف
- جرالد کالدرون
- جرمی توماس
- یرژی اسکولیموفسکی
- نیکولا پیووانی
- نورمن میلر
- تئو آنگلوپولوس

## مسابقه
فیلم‌های زیر برای بخش مسابقه انتخاب شده‌اند:
- آریا - رابرت آلتمن، بروس برسفورد، Bill Bryden، ژان-لوک گدار، درک جارمن، فرانک رودام، نیکلاس روگ، کن راسل، چارلز استوریج، جولین تمپل
- Az utolsó kézirat - کاروی ماک
- بارفلای - باربت شرودر
- The Belly of an Architect - پیتر گرینوی
- Champ d'honneur - ژان-پیر دنیس
- وقایع‌نگاری یک مرگ از پیش اعلام شده - فرانچسکو رزی
- زیر آسمان برلین - ویم وندرس
- خانواده - اتوره اسکولا
- باغ وحش شیشه‌ای - پل نیومن
- توبه - تنگیز آبولادزه
- چشمان سیاه - نیکیتا میخالکوف
- Pierre et Djemila - ژرار بلان
- Prick Up Your Ears - استیون فریرز
- Shinran: Shiroi michi - رنتارو میکونی
- مردم محجوب - آندری کونچالوفسکی
- Um Trem para as Estrelas - کارلوس جیه‌گس
- یک مرد عاشق - دیان کوریس
- زیر آفتاب شیطان (رمان) - موریس پیالا
- Yeelen - سلیمان سیسه
- Zegen - شوهئی ایمامورا

## برندگان
- نخل طلا: زیر آفتاب شیطان - موریس پیالا
- جایزه بزرگ (جشنواره فیلم کن): توبه (فیلم ۱۹۸۷) - تنگیز آبولادزه
- جایزه هیئت داوران جشنواره فیلم کن:
  - Shinran: Shiroi michi - رنتارو میکونی
  - Yeelen - سلیمان سیسه
- جایزه بهترین بازیگر مرد جشنواره فیلم کن: مارچلو ماسترویانی برای چشمان سیاه (فیلم ۱۹۸۷)
- جایزه بهترین بازیگر زن جشنواره فیلم کن: باربارا هرشی برای مردم محجوب
- جایزه بهترین کارگردان جشنواره فیلم کن: ویم وندرس برای زیر آسمان برلین